# Teresa Stratas
Teresa Stratas (Toronto, Canadá, 26 de mayo de 1938) es una soprano canadiense de origen griego.

## Inicios
Nacida Anastasia Strataki, fue la más joven de tres hijos de una familia de inmigrantes griegos. Nació sobre una mesa en el comedor de su casa "Eramos tan pobres que mi madre quería desembarazarse de mi". Estudió canto y a los 13 años participaba en emisiones de canciones populares griegas. En 1958 debutó en la Ópera de Toronto como Mimi de La Boheme con gran éxito.

## Metropolitan Opera
En 1959 audicionó en el Metropolitan Opera de Nueva York debutando como Pousette en Manon de Massenet. Los años siguientes adquirió experiencia escénica en pequeños roles en Rigoletto, Martha, Carmen, Parsifal, Macbeth, La Traviata, Tannhäuser, etc. Siguieron debuts como Mimí en 1962, The last savage de Menotti, Liu en Turandot y Micaela en Carmen, con la compañía del Met hizo giras por Europa y Rusia, en La Scala, Viena y Múnich.
En 1965 tuvo un tormentoso romance con Zubin Mehta, la pareja se separó en 1967. El poeta Tony Harrison ocupó el lugar del conductor indio.
En el Met cantó los papeles de Gretel, Marguerite, Nedda, Mimí, Zerlina, La Perichole, Cherubino, Lisa, Marenka, Madame Butterfly, Melisande, Desdémona e Isabella de La Atlántida de Manuel de Falla. En 1979, durante los ensayos de Mahagonny conoció a Lotte Lenya, la viuda de Kurt Weill, que le obsequió una serie de canciones sin publicar del compositor, además de nombrarla su sucesora.
En 1980 fue la protagonista del estreno de Lulú en su versión completa de tres actos dirigida por James Levine y compartiendo cartel con la más célebre Lulú de la generación anterior, Evelyn Lear, como la Condesa Geschwitz.
Stratas fue conocida por cancelar funciones. En 1974 la imprevista cancelación en Otello de Verdi junto a Jon Vickers consagró en Nueva York a Kiri Te Kanawa, que la reemplazó como Desdémona.

## Ópera filmada
Una de las cantante-actrices más versátiles y comunicativas de nuestro tiempo, difícil de categorizar ya que en todo repertorio elegido aplicó musicalidad e inteligencia triunfando por sobre cualquier imperfección vocal. La ópera en cine se benefició con su imagen y ductilidad.
En 1972 fue La Rondine de Puccini en la película de Norman Campbell y filmó Amahl y los visitadores de la noche de Gian Carlo Menotti.
Para la televisión trabajó en dos operetas de Léhar (Der Zarewitsch y Paganini) y fue La novia vendida de Bedřich Smetana con Jon Vickers y Nicolai Gedda.
En 1974 fue elegida por Gotz Friedrich para el protagónico de Salomé de Richard Strauss en la película dirigido por Karl Böhm, en 1979 Pierre Boulez la requirió para el estreno de la versión completada de Lulú de Alban Berg que se convirtió en uno de sus mayores triunfos y en 1983, Zeffirelli la eligió para Violetta en la película La Traviata junto a Plácido Domingo y como Nedda en Pagliacci. También protagonizó una celebrada Mimí desde el Metropolitan acompañada por José Carreras y Renata Scotto en la producción de Zeffirelli y Despina en la filmación de Così fan tutte de Jean Pierre Ponnelle dirigida por Nikolaus Harnoncourt.
En 1988 grabó la versión integral del musical Show-Boat junto a Frederica von Stade y Jerry Hadley, un hito en la revalorización de la obra vastamente premiado.

## India
En 1982 abandonó el escenario lírico para viajar a Calcuta, India donde trabajó en las labores humanitarias de las misioneras de la caridad de Madre Teresa en su centro para indigentes y desahuciados, en el hospicio Kalighat Home for the Dying. El retiro voluntario de la escena se prolongó por ocho años. Stratas cuidó a Lenya en sus últimos días. Su trabajo con los desvalidos la llevó a Rumania y otros lugares.

## Retorno al Met
En 1991 retornó al Met interpretando los tres personajes de El tríptico de Puccini y como la reina María Antonieta en Los espectros de Versailles de John Corigliano. Además cantó en Il Tabarro y I Pagliacci junto a Luciano Pavarotti, como el Compositor en Ariadne auf Naxos y como la nueva priora (Madame Lidoine) en Dialogues de Carmelites de Poulenc.
En diciembre de 1995 hizo sus últimas funciones metropolitanas como Jenny en Mahagonny, había cantado casi 400 funciones con la compañía por espacio de 36 años.
En 1998 fue intervenida quirúrgicamente y como consecuencia fueron afectadas sus cuerdas vocales, demandó al hospital y se retiró de la escena.

## Honores
En 1972 recibió la Orden de Canadá, el más alto honor de su país.
Fue Artista del Año en 1980 para el Council of the Arts en Canadá.
Su grabación de Lulú fue Grammy del año 1981.
En 2001 recibió una estrella en el Walk of Fame de Canadá.
Ha recibido doctorados honorarios de varias universades canadienses.
En 1997 ganó un premio a la mejor actriz de reparto por su intervención en la película Under the piano de Stefan Scaini
En 1987 trabajó en el fracasado musical Rags siendo nominada para un premio Tony como mejor actriz en un musical
y la Asociación de críticos de Nueva York la premió como mejor actriz del año.

## Discografía
- Berg, Lulú, Pierre Boulez

- Corigliano, Los espectros de Versailles, Corigliano (DVD)

- Kern, Show Boat, McGlinn

- Lehar, La viuda alegre, Herbert von Karajan

- Leoncavallo, I Pagliacci, Prêtre (DVD)

- Mozart, Così fan tutte, Harnonocourt (DVD)

- Mozart, Così fan tute, Lombard

- Puccini, La Bohème, James Levine (DVD)

- R.Strauss, Salomé, Karl Böhm (DVD)

- Verdi, La Traviata, James Levine (DVD)

- Verdi, La Traviata, Giuseppe Patané

- Weill, Mahagonny, James Levine

- Weill, The Unknown Kurt Weill

- Weill, Stratas sings Weill

- Weill, September Songs

- Weill, The Seven Deadly Sins, Nagano (DVD)

- Strataspheres, film sobre su vida de Harry Rasky